# Pleistacantha
Pleistacantha is een geslacht van kreeftachtigen uit de klasse van de Malacostraca (hogere kreeftachtigen).

## Soorten
- Pleistacantha cervicornis Ihle & Ihle-Landenberg, 1931
- Pleistacantha exophthalmus Guinot & Richer de Forges, 1982
- Pleistacantha griffini Ahyong & T. Lee, 2006
- Pleistacantha japonica (Yokoya, 1933)
- Pleistacantha maxima Ahyong & T. Lee, 2006
- Pleistacantha moseleyi (Miers, 1886)
- Pleistacantha naresii (Miers, 1886)
- Pleistacantha ori Ahyong & Ng, 2007
- Pleistacantha oryx Ortmann, 1893
- Pleistacantha pungens (Wood-Mason & Alcock, 1891)
- Pleistacantha rubida (Alcock, 1895)
- Pleistacantha sanctijohannis Miers, 1879
- Pleistacantha stilipes Ahyong, Chen & Ng, 2005